# AKB48 27thシングル 選抜総選挙
『AKB48 27thシングル 選抜総選挙』（エーケービーフォーティーエイト トゥエンティーセブンスシングルせんばつそうせんきょ、別名：第4回AKB48選抜総選挙）とは、AKB48の27枚目のCDシングルに参加するメンバーをファンによる投票で決定する一連のイベントの名称である。この選挙で上位16位までのメンバーが2012年8月29日に発売された「ギンガムチェック」選抜メンバーとなった。
また、最終結果が発表される開票イベント『AKB48 27thシングル 選抜総選挙〜ファンが選ぶ64議席〜』（エーケービーフォーティエイト トゥエンティセブンスシングルせんばつそうせんきょ ファンがえらぶろくじゅうよんぎせき）は、2012年6月6日に日本武道館で実施された。

## 概要
選挙の実施は、2012年3月25日に開催された『AKB48コンサート 業務連絡。頼むぞ、片山部長! inさいたまスーパーアリーナ』最終公演で発表された。
投票期間は2012年5月22日10時00分00秒（JST）から同年6月5日14時59分59秒（JST）まで。同年5月23日に速報発表をAKB48劇場で実施した。
最終結果は、第三者機関により集計され、弁護士の確認のもとで封筒に入れ封印されたものを、開票イベント会場において開封し発表。
開票イベントの模様は、今回初めてフジテレビにより地上波で特別番組『AKB48第4回選抜総選挙 生放送SP』として生中継されたほか、YouTubeを通じ結果発表前のライブイベントからイベント終了までが生中継で、また得票数1位の所信表明演説が同日夜に録画でそれぞれ放送された。2012年7月7日にはNHK BSプレミアムの『音楽熱帯夜』で「AKB48選抜総選挙スペシャル」として、第64位から第1位までの全員のスピーチと、当日披露されたライブの全曲と舞台裏の様子を織り交ぜながら放送された。

## 投票有資格者
- 26thシングル「真夏のSounds good !」通常盤・初回限定盤購入者
- AKB48ファンクラブサイト「二本柱の会」会員
- AKB48公式スマートフォンアプリ会員
- AKB OFFICIAL NET会員
- 以下の各グループ公式携帯サイト会員
  - AKB48 Mobile
  - SKE48 Mobile
  - NMB48 Mobile
  - HKT48 Mobile
- DMM.comが提供する以下の月額見放題サービス会員
  - 「AKB48 LIVE!! ON DEMAND」
  - 「SKE48 LIVE!! ON DEMAND」

## 候補者
- AKB48 - 全88名（チームA・前田敦子は辞退）[3]
- SKE48 - 全64名
- NMB48 - 全64名
- HKT48 - 全21名

以上、研究生も含めた計237名。
本節以下における所属チームは2012年5月22日時点。

### AKB48
- チームA（15名）
  - 岩佐美咲、多田愛佳、大家志津香、片山陽加、倉持明日香、小嶋陽菜、指原莉乃、篠田麻里子、高城亜樹、高橋みなみ、仲川遥香、中田ちさと、仲谷明香、前田亜美、松原夏海
- チームK（15名）
  - 秋元才加、板野友美、内田眞由美、梅田彩佳、大島優子、菊地あやか、田名部生来、中塚智実、仁藤萌乃、野中美郷、藤江れいな、松井咲子、峯岸みなみ、宮澤佐江、横山由依
- チームB（15名）
  - 石田晴香、河西智美、柏木由紀、北原里英、小林香菜、小森美果、佐藤亜美菜、佐藤すみれ、佐藤夏希、鈴木紫帆里、鈴木まりや、近野莉菜、増田有華、宮崎美穂、渡辺麻友
- チーム4（16名）
  - 阿部マリア、市川美織、入山杏奈、岩田華怜、大場美奈、加藤玲奈、川栄李奈、島崎遥香、島田晴香、高橋朱里、竹内美宥、田野優花、仲俣汐里、中村麻里子、永尾まりや、山内鈴蘭
- 研究生（27名）
  - 伊豆田莉奈、小林茉里奈、藤田奈那、小嶋菜月、名取稚菜、森川彩香、大森美優、サイード横田絵玲奈、佐々木優佳里、平田梨奈、武藤十夢、相笠萌、雨宮舞夏、岩立沙穂、梅田綾乃、大島涼花、岡田彩花、北汐莉、北澤早紀、篠崎彩奈、髙島祐利奈、長谷川晴奈、光宗薫、村山彩希、茂木忍、森山さくら、渡邊寧々

### SKE48
- チームS（14名）
  - 大矢真那、加藤るみ、木﨑ゆりあ、木下有希子、桑原みずき、須田亜香里、高田志織、出口陽、中西優香、平田璃香子、平松可奈子、松井珠理奈、松井玲奈、矢神久美
- チームKII（16名）
  - 赤枝里々奈、阿比留李帆、石田安奈、小木曽汐莉、加藤智子、後藤理沙子、佐藤聖羅、佐藤実絵子、高柳明音、秦佐和子、古川愛李、松本梨奈、向田茉夏、矢方美紀、山田澪花、若林倫香
- チームE（13名）
  - 磯原杏華、上野圭澄、梅本まどか、金子栞、木本花音、小林亜実、酒井萌衣、柴田阿弥、高木由麻奈、竹内舞、都築里佳、原望奈美、山下ゆかり
- 研究生（21名）
  - 井口栞里、内山命、鬼頭桃菜、斉藤真木子、松村香織、犬塚あさな、小林絵未梨、水埜帆乃香、市野成美、岩永亞美、江籠裕奈、大脇有紗、荻野利沙、菅なな子、新土居沙也加、日置実希、藤本美月、二村春香、古畑奈和、宮前杏実、山田みずほ

### NMB48
- チームN（16名）
  - 小笠原茉由、門脇佳奈子、岸野里香、木下春奈、小谷里歩、近藤里奈、篠原栞那、上西恵、白間美瑠、福本愛菜、松田栞、山口夕輝、山田菜々、山本彩、吉田朱里、渡辺美優紀
- チームM（15名）
  - 太田里織菜、川上礼奈、木下百花、島田玲奈、城恵理子、高野祐衣、谷川愛梨、肥川彩愛、藤田留奈、三田麻央、村上文香、村瀬紗英、矢倉楓子、山岸奈津美、與儀ケイラ
- 研究生（33名）
  - 沖田彩華、小柳有沙、東由樹、石田優美、鵜野みずき、古賀成美、佐藤天彩、中川紘美、西澤瑠莉奈、林萌々香、山本ひとみ、赤澤萌乃、石塚朱莉、井尻晏菜、植田碧麗、梅原真子、太田夢莉、加藤夕夏、上枝恵美加、日下このみ、久代梨奈、黒川葉月、河野早紀、小林莉加子、佐々木七海、杉本香乃、高山梨子、東郷青空、久田莉子、三浦亜莉沙、室加奈子、薮下柊、山内つばさ

### HKT48
- チームH（16名）
  - 穴井千尋、植木南央、熊沢世莉奈、兒玉遥、古森結衣、下野由貴、菅本裕子、田中菜津美、谷口愛理、中西智代梨、松岡菜摘、宮脇咲良、村重杏奈、本村碧唯、森保まどか、若田部遥
- 研究生（5名）
  - 安陪恭加、今田美奈、江藤彩也香、仲西彩佳、深川舞子

## 当選枠
前回の40人から64人に増枠される。これに伴い表題曲を歌う選抜メンバーは前回までの21人から16人に減枠され、前回まで12位以内のメンバーに与えられていた「メディア選抜」の枠は廃止、前回まで22 - 40位のメンバーに与えられていたアンダーガールズの枠は17 - 32位に移動した。さらに下位グループとして33 - 48位のネクストガールズと49 - 64位のフューチャーガールズが新設された。

## 結果
所属のうち「研」はAKB48研究生、「栄研」はSKE48研究生、「博研」はHKT48研究生をそれぞれ表す。
| 順位                                   | 氏名                                   | 所属                                   | 得票数                                 | 速報                                   | 速報                                   | 前回 順位                              | 過去 最高 順位                         |
| 順位                                   | 氏名                                   | 所属                                   | 得票数                                 | 得票                                   | 順位                                   | 前回 順位                              | 過去 最高 順位                         |
| 27thシングル 選抜メンバー（1位〜16位） | 27thシングル 選抜メンバー（1位〜16位） | 27thシングル 選抜メンバー（1位〜16位） | 27thシングル 選抜メンバー（1位〜16位） | 27thシングル 選抜メンバー（1位〜16位） | 27thシングル 選抜メンバー（1位〜16位） | 27thシングル 選抜メンバー（1位〜16位） | 27thシングル 選抜メンバー（1位〜16位） |
| -------------------------------------- | -------------------------------------- | -------------------------------------- | -------------------------------------- | -------------------------------------- | -------------------------------------- | -------------------------------------- | -------------------------------------- |
| 1位                                    | 大島優子                               | K                                      | 108,837票                              | 15,093票                               | 1位                                    | 2位                                    | 1位                                    |
| 2位                                    | 渡辺麻友                               | B                                      | 72,574票                               | 11,329票                               | 3位                                    | 5位                                    | 4位                                    |
| 3位                                    | 柏木由紀                               | B                                      | 71,076票                               | 12,654票                               | 2位                                    | 3位                                    | 3位                                    |
| 4位                                    | 指原莉乃                               | A                                      | 67,339票                               | 9,337票                                | 4位                                    | 9位                                    | 9位                                    |
| 5位                                    | 篠田麻里子                             | A                                      | 67,017票                               | 8,619票                                | 6位                                    | 4位                                    | 3位                                    |
| 6位                                    | 高橋みなみ                             | A                                      | 65,480票                               | 8,955票                                | 5位                                    | 7位                                    | 5位                                    |
| 7位                                    | 小嶋陽菜                               | A                                      | 54,483票                               | 5,334票                                | 11位                                   | 6位                                    | 6位                                    |
| 8位                                    | 板野友美                               | K                                      | 50,483票                               | 6,595票                                | 9位                                    | 8位                                    | 4位                                    |
| 9位                                    | 松井珠理奈                             | S/K                                    | 45,747票                               | 7,795票                                | 8位                                    | 14位                                   | 10位                                   |
| 10位                                   | 松井玲奈                               | S                                      | 42,030票                               | 8,460票                                | 7位                                    | 10位                                   | 10位                                   |
| 11位                                   | 宮澤佐江                               | K                                      | 40,261票                               | 6,280票                                | 10位                                   | 11位                                   | 9位                                    |
| 12位                                   | 河西智美                               | B                                      | 27,005票                               | 3,227票                                | 17位                                   | 16位                                   | 10位                                   |
| 13位                                   | 北原里英                               | B                                      | 26,531票                               | 3,302票                                | 16位                                   | 13位                                   | 13位                                   |
| 14位                                   | 峯岸みなみ                             | K                                      | 26,038票                               | 3,396票                                | 15位                                   | 15位                                   | 14位                                   |
| 15位                                   | 横山由依                               | K                                      | 25,541票                               | 4,301票                                | 12位                                   | 19位                                   | 19位                                   |
| 16位                                   | 梅田彩佳                               | K                                      | 24,522票                               | 3,484票                                | 14位                                   | 22位                                   | 22位                                   |
| アンダーガールズ（17位〜32位）         |                                        |                                        |                                        |                                        |                                        |                                        |                                        |
| 17位                                   | 高城亜樹                               | A                                      | 23,083票                               | 3,661票                                | 13位                                   | 12位                                   | 12位                                   |
| 18位                                   | 山本彩                                 | N                                      | 23,020票                               | 3,218票                                | 18位                                   | 28位                                   | 28位                                   |
| 19位                                   | 渡辺美優紀                             | N/B                                    | 19,159票                               | 2,976票                                | 19位                                   | 圏外                                   | -                                      |
| 20位                                   | 秋元才加                               | K                                      | 19,121票                               | 1,743票                                | 32位                                   | 17位                                   | 12位                                   |
| 21位                                   | 佐藤亜美菜                             | B                                      | 17,009票                               | 2,392票                                | 21位                                   | 18位                                   | 8位                                    |
| 22位                                   | 倉持明日香                             | A                                      | 14,852票                               | 1,653票                                | 34位                                   | 21位                                   | 21位                                   |
| 23位                                   | 島崎遥香                               | 4                                      | 14,633票                               | 2,340票                                | 22位                                   | 圏外                                   | 28位                                   |
| 24位                                   | 高柳明音                               | KII                                    | 14,111票                               | 2,471票                                | 20位                                   | 23位                                   | 23位                                   |
| 25位                                   | 秦佐和子                               | KII                                    | 13,920票                               | 2,312票                                | 24位                                   | 33位                                   | 33位                                   |
| 26位                                   | 増田有華                               | B                                      | 13,166票                               | 2,182票                                | 25位                                   | 20位                                   | 20位                                   |
| 27位                                   | 大矢真那                               | S                                      | 12,142票                               | 1,919票                                | 28位                                   | 30位                                   | 24位                                   |
| 28位                                   | 矢神久美                               | S                                      | 11,712票                               | 1,671票                                | 33位                                   | 圏外                                   | 38位                                   |
| 29位                                   | 須田亜香里                             | S                                      | 11,323票                               | 2,149票                                | 26位                                   | 36位                                   | 36位                                   |
| 30位                                   | 古川愛李                               | KII                                    | 11,179票                               | 2,340票                                | 22位                                   | 圏外                                   | -                                      |
| 31位                                   | 木﨑ゆりあ                             | S                                      | 10,554票                               | 1,624票                                | 35位                                   | 圏外                                   | -                                      |
| 32位                                   | 小木曽汐莉                             | KII                                    | 9,596票                                | 1,788票                                | 29位                                   | 圏外                                   | -                                      |
| ネクストガールズ（33位〜48位）         |                                        |                                        |                                        |                                        |                                        |                                        |                                        |
| 33位                                   | 岩佐美咲                               | A                                      | 9,297票                                | 1,023票                                | 45位                                   | 圏外                                   | -                                      |
| 34位                                   | 松村香織                               | 栄研                                   | 9,030票                                | 1,194票                                | 39位                                   | 圏外                                   | -                                      |
| 35位                                   | 向田茉夏                               | KII                                    | 8,552票                                | 1,948票                                | 27位                                   | 圏外                                   | -                                      |
| 36位                                   | 仲谷明香                               | A                                      | 8,505票                                | 1,348票                                | 36位                                   | 圏外                                   | -                                      |
| 37位                                   | 中田ちさと                             | A                                      | 8,315票                                | 1,188票                                | 40位                                   | 圏外                                   | -                                      |
| 38位                                   | 宮崎美穂                               | B                                      | 8,173票                                | 970票                                  | 49位                                   | 27位                                   | 18位                                   |
| 39位                                   | 永尾まりや                             | 4                                      | 7,809票                                | 818票                                  | 53位                                   | 圏外                                   | -                                      |
| 40位                                   | 藤江れいな                             | K                                      | 7,782票                                | 1,166票                                | 41位                                   | 40位                                   | 33位                                   |
| 41位                                   | 小林香菜                               | B                                      | 7,195票                                | 1,110票                                | 43位                                   | 圏外                                   | -                                      |
| 42位                                   | 前田亜美                               | A                                      | 7,168票                                | 810票                                  | 55位                                   | 37位                                   | 37位                                   |
| 43位                                   | 福本愛菜                               | N                                      | 6,912票                                | 816票                                  | 54位                                   | 圏外                                   | -                                      |
| 44位                                   | 仲川遥香                               | A                                      | 6,890票                                | 1,244票                                | 38位                                   | 24位                                   | 20位                                   |
| 45位                                   | 田野優花                               | 4                                      | 6,694票                                | 圏外                                   | 圏外                                   | -                                      | -                                      |
| 46位                                   | 山田菜々                               | N                                      | 6,683票                                | 1,136票                                | 42位                                   | 圏外                                   | -                                      |
| 47位                                   | 宮脇咲良                               | H                                      | 6,635票                                | 圏外                                   | 圏外                                   | -                                      | -                                      |
| 48位                                   | 片山陽加                               | A                                      | 6,602票                                | 955票                                  | 51位                                   | 圏外                                   | 28位                                   |
| フューチャーガールズ（49位〜64位）     |                                        |                                        |                                        |                                        |                                        |                                        |                                        |
| 49位                                   | 武藤十夢                               | 研                                     | 6,428票                                | 1,757票                                | 30位                                   | -                                      | -                                      |
| 50位                                   | 石田晴香                               | B                                      | 6,333票                                | 985票                                  | 48位                                   | 圏外                                   | 27位                                   |
| 51位                                   | 菊地あやか                             | K                                      | 6,185票                                | 653票                                  | 61位                                   | 圏外                                   | -                                      |
| 52位                                   | 多田愛佳                               | A                                      | 6,140票                                | 912票                                  | 52位                                   | 25位                                   | 20位                                   |
| 53位                                   | 松井咲子                               | K                                      | 6,058票                                | 圏外                                   | 圏外                                   | 38位                                   | 38位                                   |
| 54位                                   | 山内鈴蘭                               | 4                                      | 6,027票                                | 988票                                  | 47位                                   | 圏外                                   | 36位                                   |
| 55位                                   | 仁藤萌乃                               | K                                      | 6,025票                                | 圏外                                   | 圏外                                   | 31位                                   | 29位                                   |
| 56位                                   | 木本花音                               | E                                      | 5,982票                                | 1,039票                                | 44位                                   | 圏外                                   | -                                      |
| 57位                                   | 大場美奈                               | 4                                      | 5,969票                                | 786票                                  | 56位                                   | 35位                                   | 35位                                   |
| 58位                                   | 市川美織                               | 4                                      | 5,963票                                | 702票                                  | 59位                                   | 39位                                   | 39位                                   |
| 59位                                   | 大家志津香                             | A                                      | 5,933票                                | 964票                                  | 50位                                   | 29位                                   | 29位                                   |
| 60位                                   | 小笠原茉由                             | N                                      | 5,919票                                | 1,746票                                | 31位                                   | 圏外                                   | -                                      |
| 61位                                   | 佐藤すみれ                             | B                                      | 5,706票                                | 圏外                                   | 圏外                                   | 34位                                   | 31位                                   |
| 62位                                   | 矢方美紀                               | KII                                    | 5,606票                                | 1,345票                                | 37位                                   | 圏外                                   | -                                      |
| 63位                                   | 中西優香                               | S                                      | 5,592票                                | 618票                                  | 63位                                   | 圏外                                   | -                                      |
| 64位                                   | 小森美果                               | B                                      | 5,398票                                | 圏外                                   | 圏外                                   | 32位                                   | 30位                                   |

- 総投票数は前回より約21万票増えて過去最多の138万4122票であった。
- 開票イベントの司会進行は徳光和夫と木佐彩子が担当した。
- 前回からの変更点
  - 選抜メンバーのみスピーチ終了後に徳光から個々に川柳が贈られた。
  - アンダーガールズまではグループ別に当選したメンバーが全員ステージに登壇したあと、下位から順番にスピーチを行った。
- 開票の模様は、フジテレビおよび系列局で『AKB48第4回選抜総選挙 生放送SP』として当日19:00 - 21:09に放送され[注釈 1]、視聴率は18.7%で、瞬間最高視聴率は4位の指原莉乃が発表された28.0%であった（ビデオリサーチ社調べ、関東地区・世帯・リアルタイム）[6]。

### 最終結果が圏外であるが、速報では64位以内に入っていたメンバー
- 平松可奈子 (S) - 46位（998票）
- 松原夏海 (A) - 57位（750票）
- 木下有希子 (S) - 57位（750票）
- 野中美郷 (K) - 60位（701票）
- 江藤彩也香（博研） - 62位（641票）
- 田名部生来 (K) - 64位（616票）

## 関連企画
65位以下、173人のメンバーにもウェイティングガールズとして34出版社の43雑誌にソログラビアが掲載されることになった。

## 公式関連出版物
- FRIDAY編集部編『AKB48総選挙公式ガイドブック 2012』講談社MOOK、2012年5月。 ISBN 978-4-06-389667-1
- 『週刊プレイボーイ』特別編集『AKB 48総選挙!水着サプライズ発表 AKB48スペシャルムック 2012』集英社、2012年8月。 ISBN 978-4-0810-2147-5

## DVD
- AKB48 DVD MAGAZINE Vol.10 AKB48 27thシングル選抜総選挙〜ファンが選ぶ64議席〜』（2012年9月22日、AKS AKB-D2111）